# Lippische Staatszeitung
Die Lippische Staatszeitung war das amtliche Organ der NSDAP, der Landesregierung und sämtlicher Behörden des Gaus Westfalen-Nord.
Die Lippische Staatszeitung erschien vom 1. Oktober 1933 bis zum 31. März 1945. Es handelte sich um eine Kombination aus einem Amtsblatt und einer Parteizeitung der NSDAP und spiegelte damit die Übernahme staatlicher Funktionen durch die NSDAP wider. Das Blatt hatte im Herbst 1936 eine Auflage von 18.400 Exemplaren. Ihr sogenannter Hauptschriftleiter war der Leiter des Kreises Lemgo der NSDAP (1932–1938), der Bad Salzufler Stadtverordnete August Prüßner.

## Lippischer Kurier
Vorgänger als Parteizeitung vor der Machtergreifung war der Lippische Kurier. Dieser erschien von Oktober 1929 bis zum 30. September 1933. Im Oktober 1930 begann die Zusammenarbeit zwischen dem Verleger Ernst Münnich in Lage und der NSDAP. Seit 18. August 1931 war der Lippische Kurier offizielles Organ der NSDAP für das Land Lippe und benachbarte Gebiete. Als Propagandamittel kam ihm etwa im Wahlkampf der Lippischen Landtagswahlen vom 15. Januar 1933 Bedeutung zu. In diesem Wahlkampf wurde die Auflage von regulär 3000 Stück auf das Zehnfache gesteigert. Während die Auflagenhöhe 1935 noch 14.425 Exemplare betrug, konnte sie sich bis 1939 auf 25.153 Exemplare steigern. Im „Handbuch für deutsche Tagespresse“ (1944) wird die „Lippische Staatszeitung“ als einzige Zeitung in Detmold aufgeführt, die am 1. Oktober 1944 verblieben sind – von insgesamt 13 Zeitungen für Gau Westfalen-Nord.
Koordinaten: 51° 56′ 12,1″ N, 8° 52′ 23,7″ O